# Macaranga caladiifolia
Macaranga caladiifolia là một loài thực vật có hoa trong họ Đại kích. Loài này được Becc. mô tả khoa học đầu tiên năm 1884.